# Culture du Pakistan
 (avril 2022).

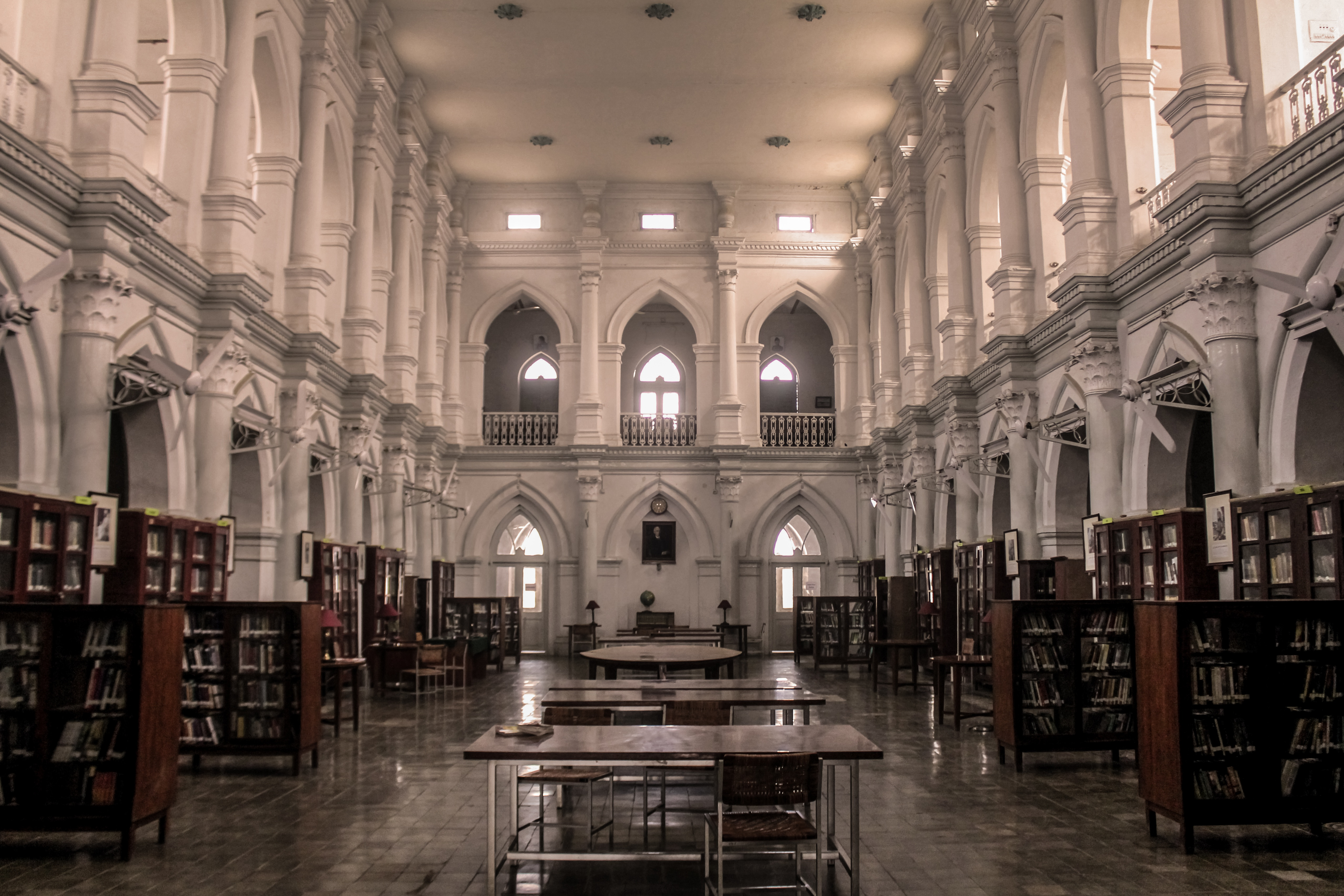
Bibliothèque centrale de Bahawalpur.

La culture du Pakistan, pays d'Asie, désigne d'abord les pratiques culturelles observables de ses habitants (207 millions en 2017). La terre que le pays occupe a une riche histoire de conquêtes et de migrations, qui a contribué à la diversité du Pakistan. La région géographique actuelle de l'État a été administrée par différents peuples et empires (Aryens, Perses, Ghaznavides, Seldjouks, Arabes, Rajputs, Moghols…). À ce titre, les normes et les valeurs varient considérablement d'un bout à l'autre du pays, et les régions et les provinces se distinguent assez les unes des autres. Toutes ces influences culturelles ont laissé de nombreuses traces. Dans les temps anciens, le Pakistan était un centre culturel important. De nombreuses pratiques et grands monuments ont été hérités de l'époque des anciens dirigeants de la région. L'une des plus grandes influences était celle de l'empire achéménide, dont le Pakistan faisait partie. En fait, les satrapes du Pakistan étaient autrefois les plus riches et les plus productifs de l'Empire perse. D'autres influences clés incluent l'empire afghan, l'empire moghol et, plus tard, l'empire britannique. Le Pakistan est né de la volonté des musulmans de l'Inde britannique d'obtenir un « État séparé ».
Le site de Mohenjo-daro est un site important de la civilisation de la vallée de l'Indus, les restes d'une des plus grandes cités de l'âge du bronze, première en son avancement de l'humanité.
Le Pakistan, État à majorité musulmane, a un passé et une histoire culturelle très liés à l'Inde actuelle. Que ce soit la musique, le cinéma, la gastronomie, la littérature, les deux pays sont les héritiers de la même histoire commune. Mohamed Iqbal, issu d'une famille hindoue convertie à l'islam depuis quelques siècles, poète, est le père de l'idée de création de l'État pakistanais. Il est considéré comme un des poètes musulmans les plus influents du XXe siècle,,.

## Langues et populations

### Langues
- Langues au Pakistan, Langues du Pakistan
- Langues officielles : anglais, ourdou

Environ 60 langues ou dialectes sont en usage au Pakistan. Les langues les plus courantes sont en 2017 : pendjabi (39 %), pachto (18 %), sindhi (15 %), saraiki (12 %), ourdou (7 %), baloutchi (3 %). Les langues minoritaires notables sont : hindko (2 %), brahoui (1 %), cachemiri (0,2 %), shina, balti, bourouchaski, ladakhi, khowar, hazara, dari, etc.

### Populations
- Théorie de l'invasion aryenne
- Démographie du Pakistan, Immigration to Pakistan (en)
- Pakistanais (en), Diaspora pakistanaise
- Groupes ethniques au Pakistan (estimation 2017), dont les plus importants sont
  - Pendjabis (92 millions), List of Punjabi tribes (en)
  - Sindis (31 millions)
  - Pachtounes (29 millions)
  - Saraikis (25 millions)
  - Muhadjirs (20 millions)
  - Baloutches (6 200 000), Umrani
  - Bengalis (3 000 000)
  - Brahouis (2 000 000)
  - Gujaratis (1 300 000)
  - Hazaras (1 000 000)
  - Memon (700 000)
  - Chitralis ou Kho (220 000)
  - Rohingya (200 000)
  - Balti (200 000)
  - Nouristani (150 000), Katirs, Mumo (en), Askunu, Dungulio, Gramsana, Jench (d'Arnce), Kalasha, Kom, Kshto, Sanu, Tregami, Vasi
  - Wakhi (90 000)
  - Bourouchos (80 000)
  - Kalasha (4 000)
  - Khoja
  - Desi
- Cultures particulières
  - Culture of Karachi (en)
  - Culture of Sindh (en), Sindhi Cultural Day (en)
  - Rajput culture
  - Punjabi culture (en)
  - Saraiki culture (en)
  - Culture of Kashmir (en), Kashmiriyat (en)
  - Indo-Persian culture (en)
  - Culture of Lahore (en)
  - Culture of Gilgit-Baltistan

## Traditions

### Religions
La religion officielle de l’Etat est l’Islam. Le Pakistan a été formé en tant que nation islamique et l'islam continue d'être la religion d'environ 95 % de la population. Il existe également de petits groupes de bouddhistes, de chrétiens, de parsis et d'hindous.[réf. nécessaire]

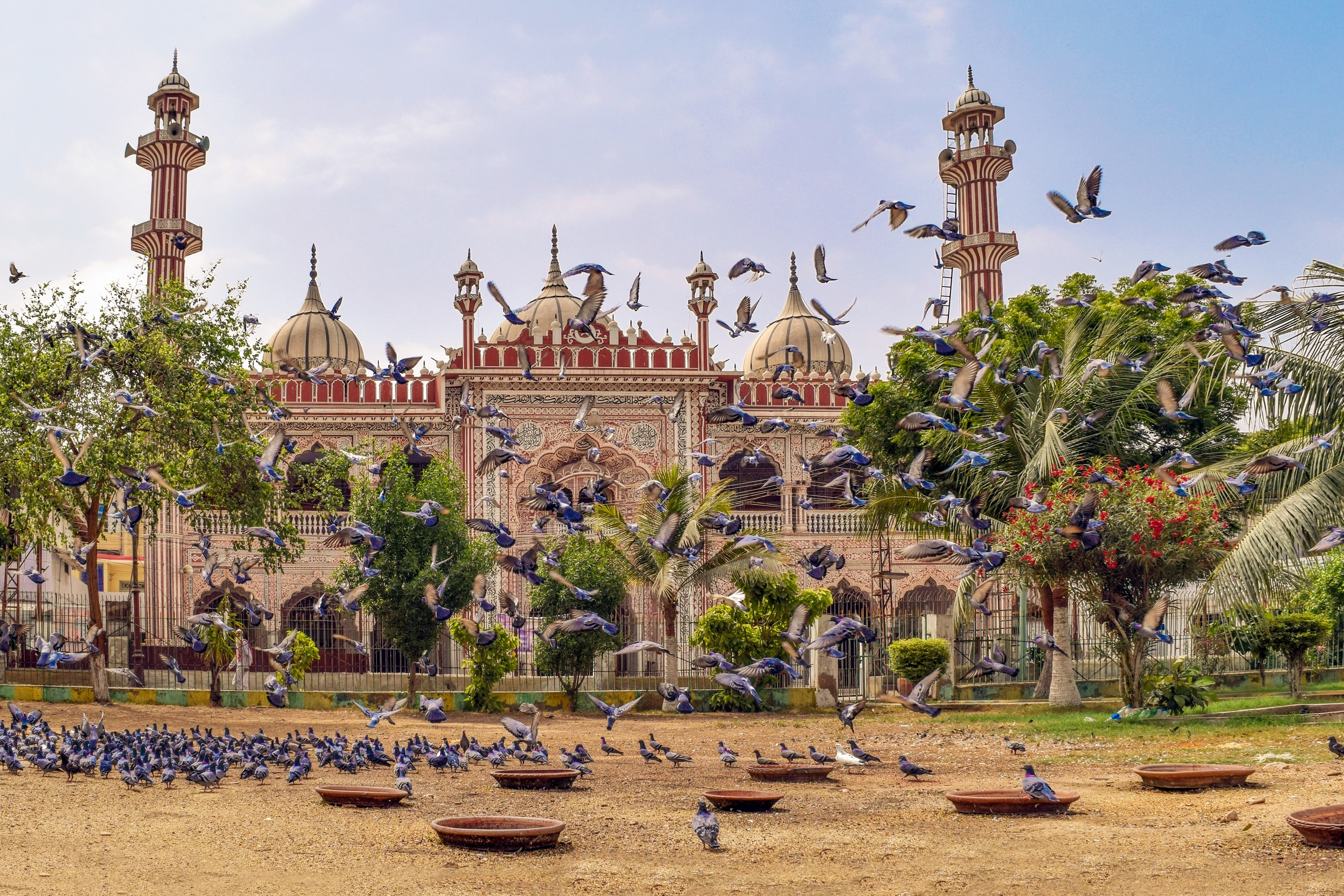
Mosquée Aram Bagh de Karachi.

Le pays étant très empreint d'islam soufi, le culte des saints (pirs) y est très répandu, cela malgré un retour de l'islam conservateur. Les processions annuelles des saints (Urs) sont des moments de grande dévotion mais également l'occasion de fêtes populaires, avec concert de musique mystique. Le qawwali, dont l'origine remonte au XIIIe siècle, a longtemps été une forte composante du lien social,.
- Religion au Pakistan, Catégorie:Religion au Pakistan
- Islam au Pakistan	(> 95 %)
  - Sunnisme (70-80 %)
  - Hijab au Pakistan (en)
  - Coranisme
  - Musulmans sans dénomination
  - Chiisme (6-18 %), Chiisme au Pakistan, Anti-chiisme, Nizârites, Musta'eli, Bohras
  - Zikri_Mahdavis (en)
  - Soufisme[11], Sufism in Pakistan (en)
    - Qadiriyya, Chadhiliyya, Chishtiyya, Naqshbandiyya, Suhrawardiyya, Kubrawiyyah, Mujahhidiyyah

  - Ahmadisme au Pakistan (1-1,2 %, 2 000 000)

- Autres spiritualités (< 5 %)

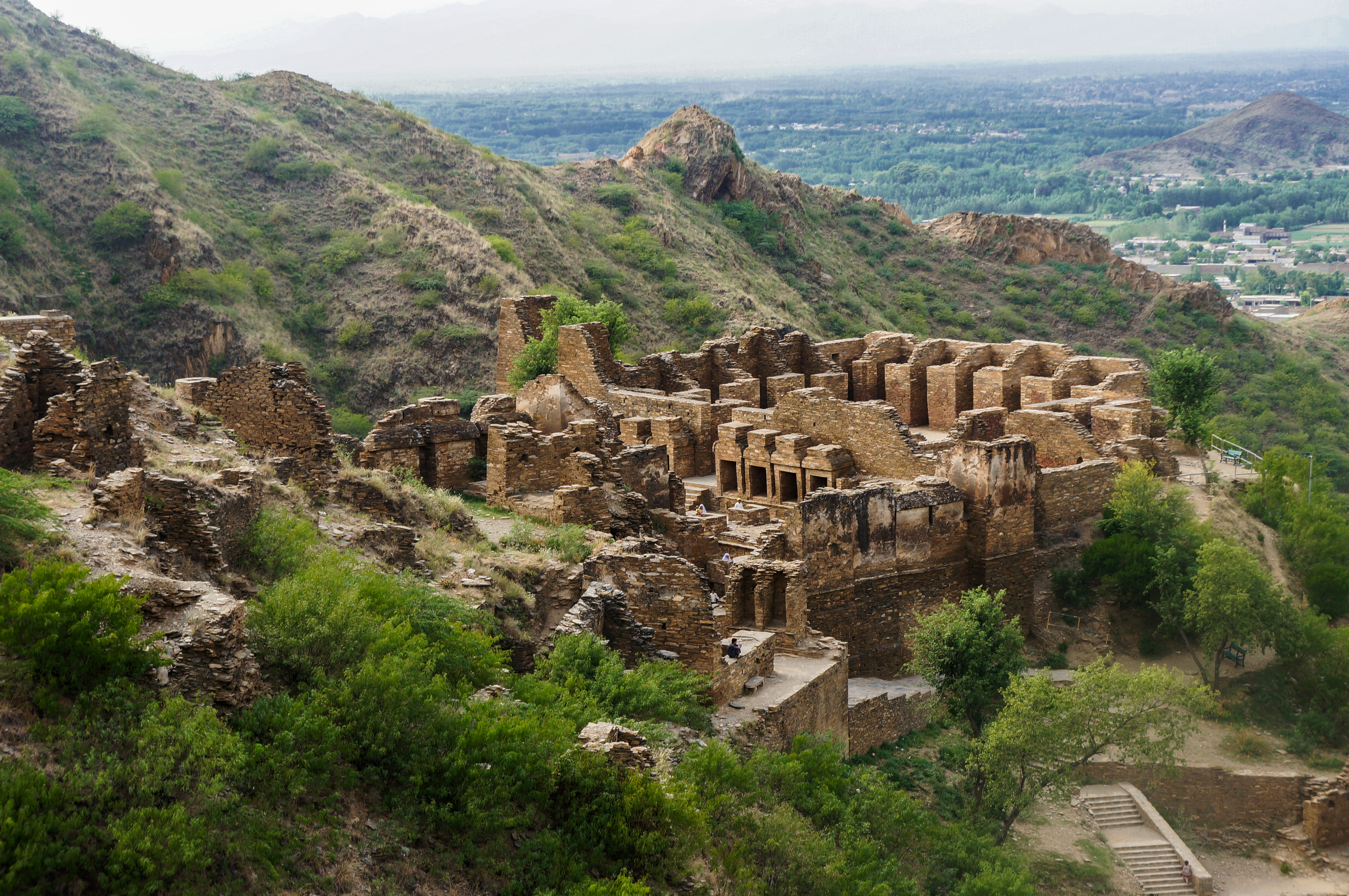
Takht-i-Bahi, vestiges bouddhistes.

  - Christianisme au Pakistan (1,6 %, 2 600 000), Persécution des chrétiens au Pakistan (en)
  - Hindouisme au Pakistan (1,6 %, 2 600 000), Anti-hindouisme au Pakistan (en), Persécution de l'hindouisme au Pakistan (en)
  - Foi bahá'í au Pakistan (en) (35 000)
  - Sikhisme au Pakistan (20 000), Ganga Sagar (urn) (en), Gurus du sikhisme
  - Parsisme (5 000 ?)
  - Religion kalash (4 000 ?)
  - Chamanisme en pays Hunza (en)
  - Bouddhisme au Pakistan (en) (1 500 ?)
  - Jaïnisme au Pakistan (en) (1 000 ?)
  - Judaïsme au Pakistan (en) (1 000 ?)
  - Scientologie au Pakistan (en)
- Liberté de religion au Pakistan (en), Loi interdisant le blasphème (Pakistan)
  - Sectes au Pakistan (en)
  - Discrimination religieuse au Pakistan (en)
  - All Pakistan Minorities Alliance (en)
  - Irréligion au Pakistan (en) (1 %)
  - Sécularisme au Pakistan (en)
- Dabestan-e Mazaheb (en) (1655)
- Police morale : Moral police (en), Muttawa, Fondamentalisme musulman, Sharia patrols (en)

### Symboles
- Armoiries du Pakistan
- Drapeau du Pakistan

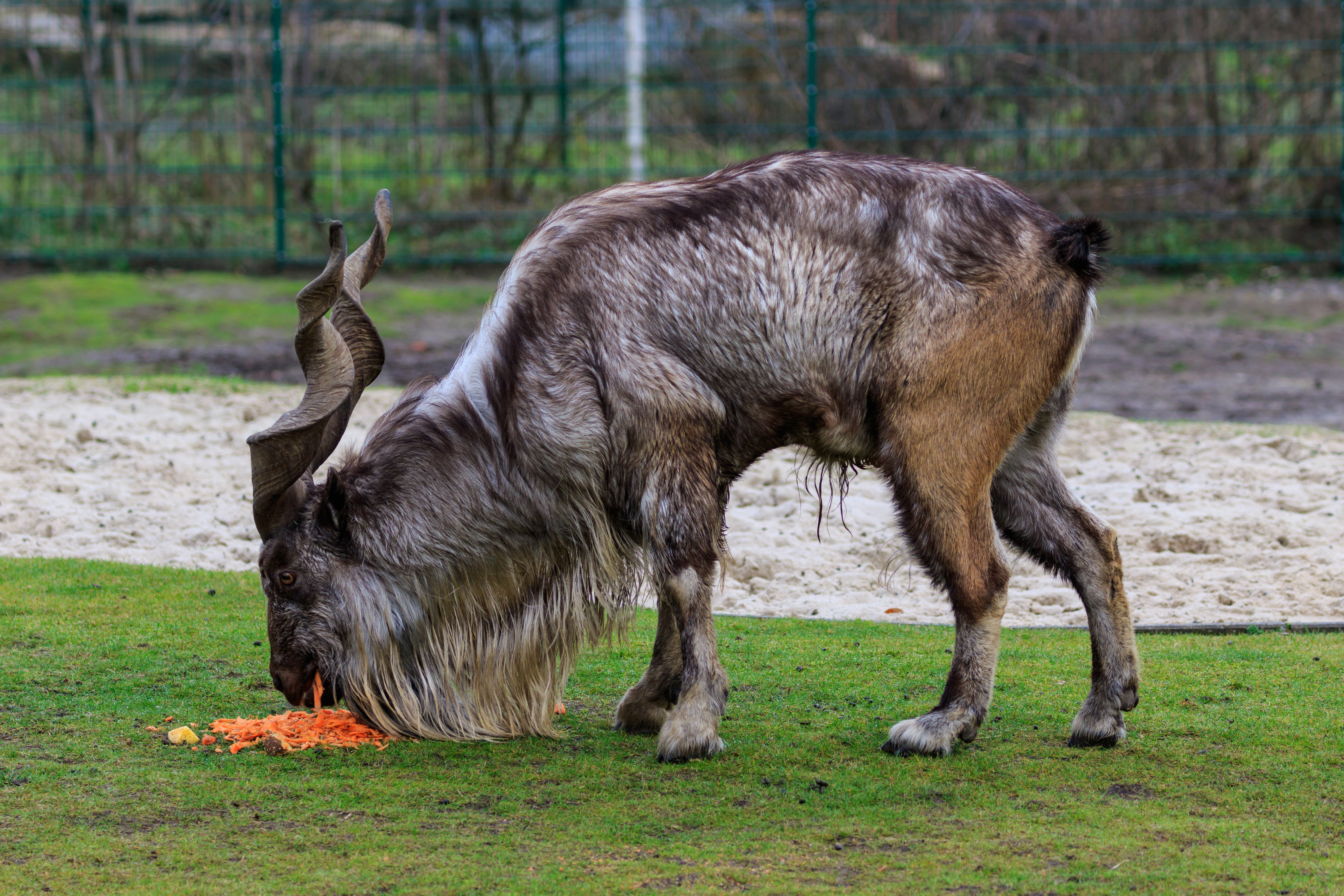

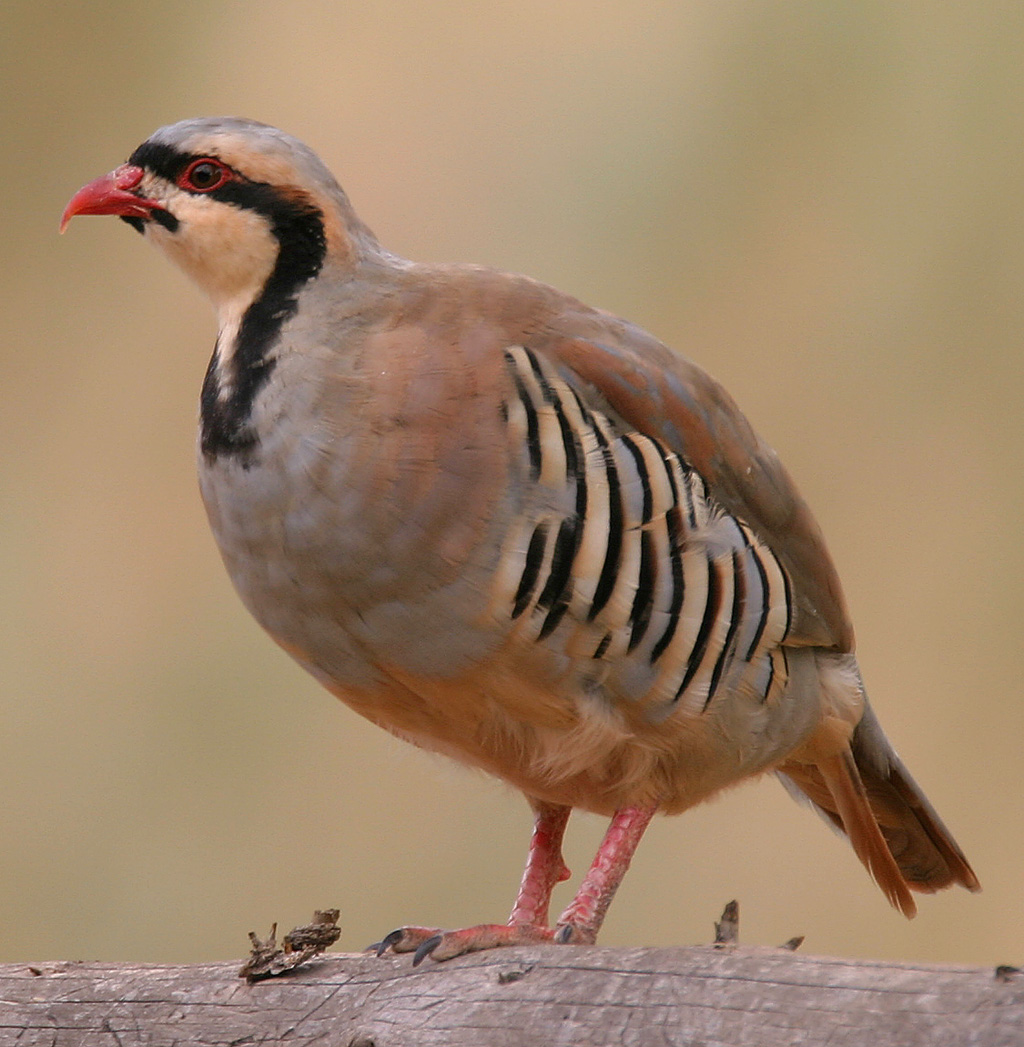

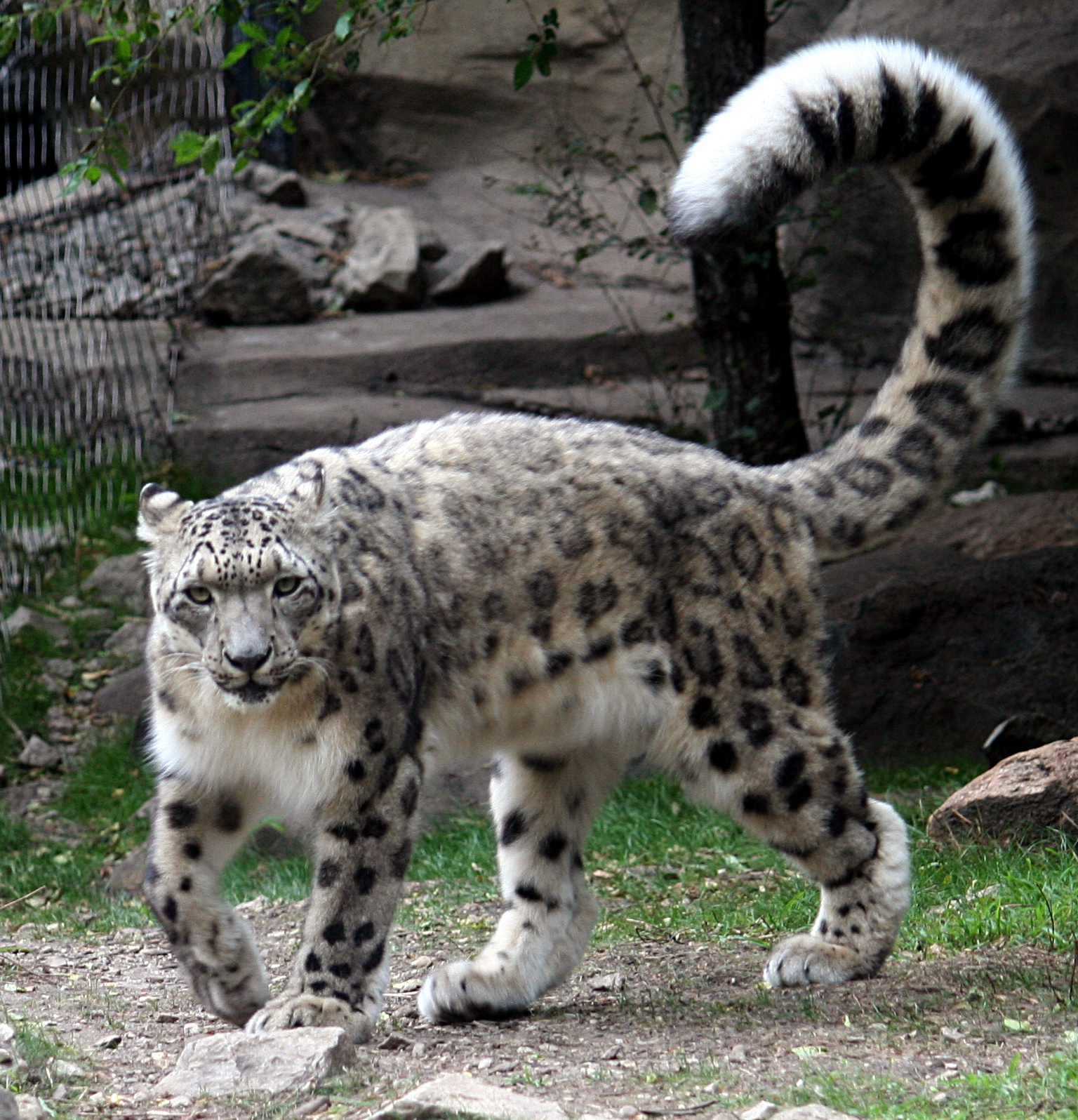

- Qaumi Tarana, hymne national du Pakistan
- Devise nationale : Iman, Ittehad, Nazm (Foi, unité, discipline)
- Emblème végétal : Jasmin
- Emblème animal : Markhor, Perdrix choukar, Panthère des neiges, Dauphin de l'Indus, Crocodile des marais
- Saint patron (chrétien) par pays (en) : François Xavier
- Père de la Nation : Muhammad Ali Jinnah (1876-1948)
- Figure allégorique nationale : Pāk Wātān
- Poète national : Mohamed Iqbal (1877-1938)
- Couleurs nationales : vert, blanc
- Costume national : Peshawari turban (en), Salwar kameez, Churidar, Dupatta (écharpe)
- Plat national : Biryani, Nihari (en)
- Minar-e-Pakistan
- Résolution de Lahore (1940)

### Folklore
- Pakistani folklore (en)
  - Anarkali (en)
- Folklore baloutche : Hani and Sheh Mureed (en), Mir Chakar Rind (en)
- Folklore pachtoune : Yusuf Khan and Sherbano (en)
- Folklore cachemiri
- Folklore saraiki
- Folklore hazara : Prince Saiful Malook and Badri Jamala (en)
- Sindhi folklore (en), Sindhi folk tales (en)
  - The Seven Queens of Sindh (en), Ho Jamalo (en), Noori Jam Tamachi (en), Mokhi and Matara (en)
- Punjabi folklore (en)
  - Raja Sálbán (en), Sakhi Sarwar (en), Bhagat Dhanna (en)
  - Punjabi Qisse (en) : Dulla Bhatti (en), Majnoun et Leila, Yusuf and Zulaikha (en), Khosrow et Chirine, Yusuf Khan and Sherbano (en)
- Uxi Mufti

### Croyances
- Superstition au Pakistan (en), Pichal Peri (en), Nazar battu (en), Chashme Baddoor (slogan) (en), Bhut (fantôme), amulettes, imprécations
- Sateen Jo Aastan (en)

### Mythologie
- Mythologie Kalash (Chitral)[12], Suchi, Nouristan, Nouristani, Chitral, Royaume gréco-bactrien
- Les Mille et Une Nuits

### Fêtes
- Public holidays in Pakistan (en)
- Fêtes islamiques
- List of festivals in Pakistan (en)
- Jour de l'Indépendance (Pakistan) (14 août)
- Kashmir Solidarity Day (en)
- Norouz
- Azme Alishan

### Lahore
La ville de Lahore reste toujours la capitale culturelle du pays. Dans la mosquée de Wazir-Khan à Lahore, l'apprentissage de la lecture et de l'écriture passe, comme ailleurs, par les versets du Coran. L'industrie du cinéma y est développée, malgré un certain déclin ces dernières années dû à la concurrence du cinéma indien. Depuis les années 2000, le cinéma pakistanais est en pleine renaissance.

## Société
- Société pakistanaise (rubriques)
- Personnalités pakistanaises
- Liste de Pakistanais (en)
- Travail au Pakistan (en)

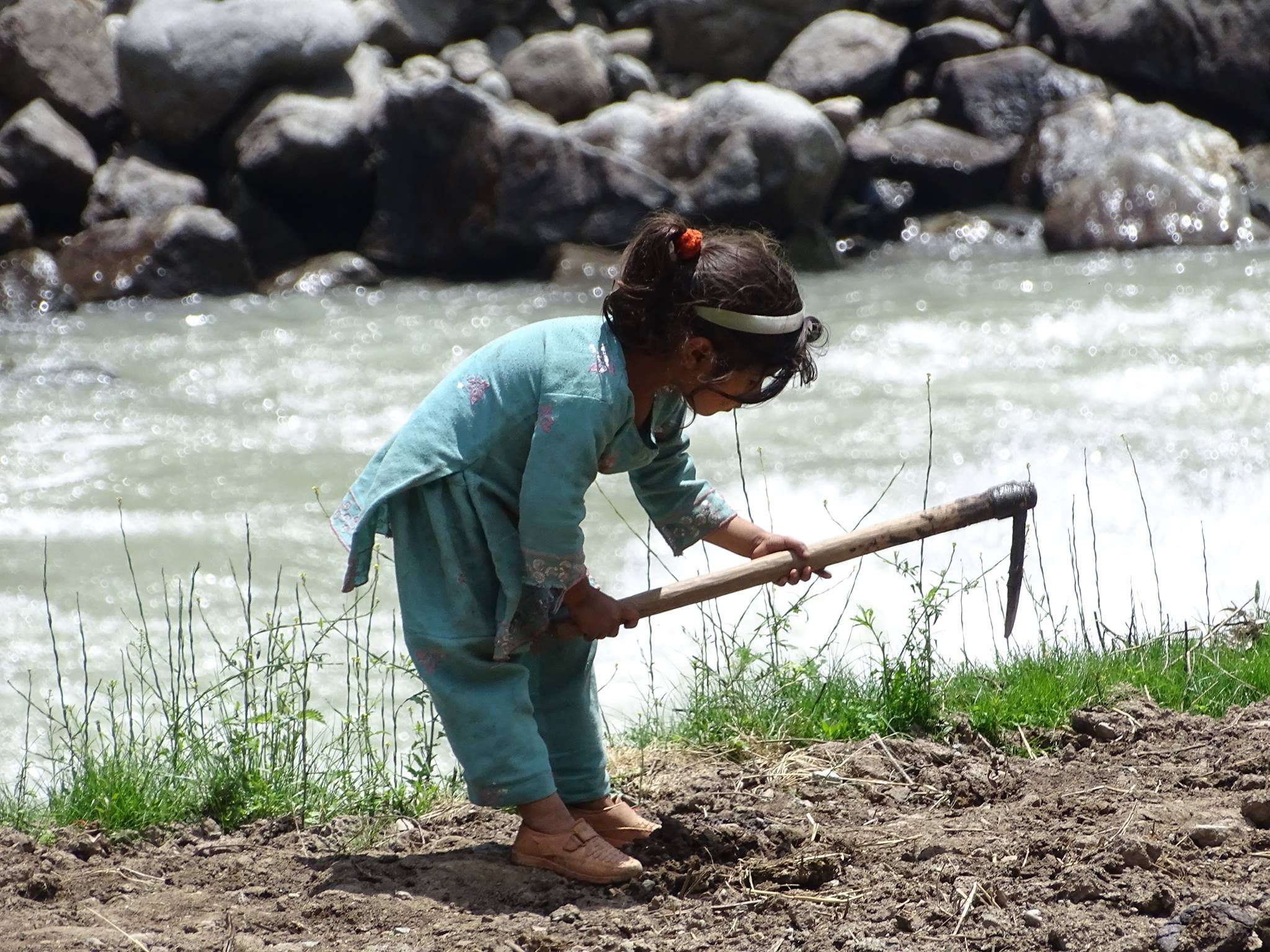
Fillette de Swat travaillant dans un champ.

- Travail des enfants au Pakistan (en)
- Pauvreté au Pakistan

### Groupes
- Baradari (brotherhood) (en)
- Caste system among South Asian Muslims (en)
- Wasta (népotisme)

### Famille
- Condition des femmes au Pakistan
- Rôle des femmes dans les médias pakistanais (en)
- Purdah
- Vani (coutume)
- Watta satta (en)
- Miss Pakistan World (en)
- Meurtre de dot
- Crime d'honneur au Pakistan (en)
- Viol au Pakistan (en)
- Kitty party (en)
- Bacha posh

#### Décès
- Rasam Pagri (en)

### Éducation
- Système éducatif pakistanais

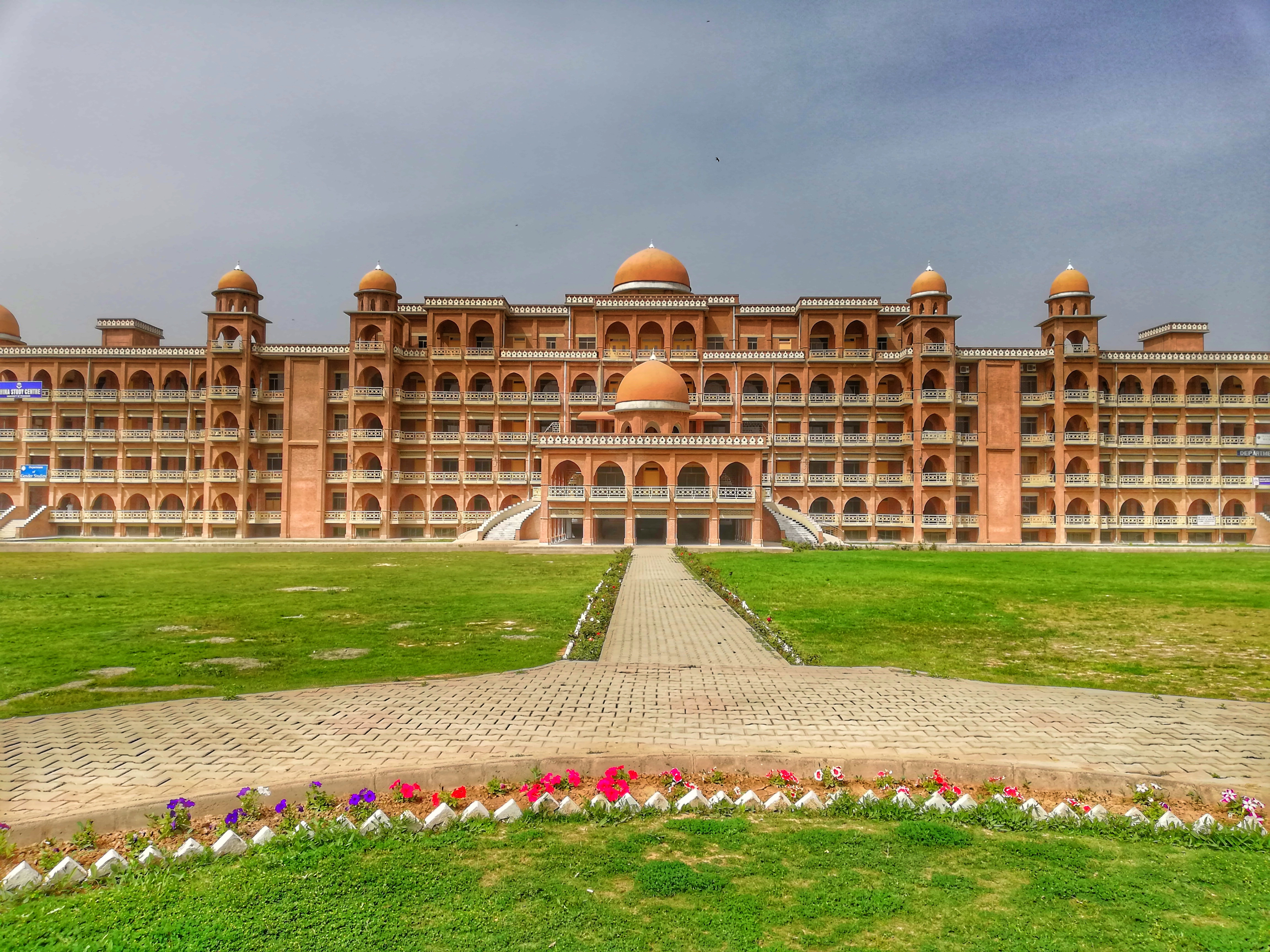
Université de Peshawar.

- Lists of educational institutions in Pakistan (en)
- Foundation for Advancement of Science and Technology (ur) (FAST)
- Science and technology in Pakistan (en)
- Sciences indiennes
- List of research institutes in Pakistan (en)
- List of Pakistani scientists (en)
- List of Pakistani inventions and discoveries (en)
- Women's education in Pakistan (en)
- Science au Pakistan

### Droit
- Criminalité au Pakistan, Crime au Pakistan (en)
- Organised crime in Pakistan (en)
- Prostitution au Pakistan
- Female infanticide in Pakistan (en)
- Vani (custom)
- Criminalité à Karachi
- Murga punishment (en)
- Sur le site d'Amnesty International

### État
- Violence politique au Pakistan
- Minorities in Pakistan (en),
- List of massacres in Pakistan (en)
- Persecution of Hazara people (en)
- List of cases of police brutality in Pakistan (en)
- Foreign hostages in Pakistan (en)
- List of wars involving Pakistan (en)
- Gun laws in Pakistan (en)

### Divers
- Adab (gesture) (en)

## Arts de la table

### Cuisine(s)

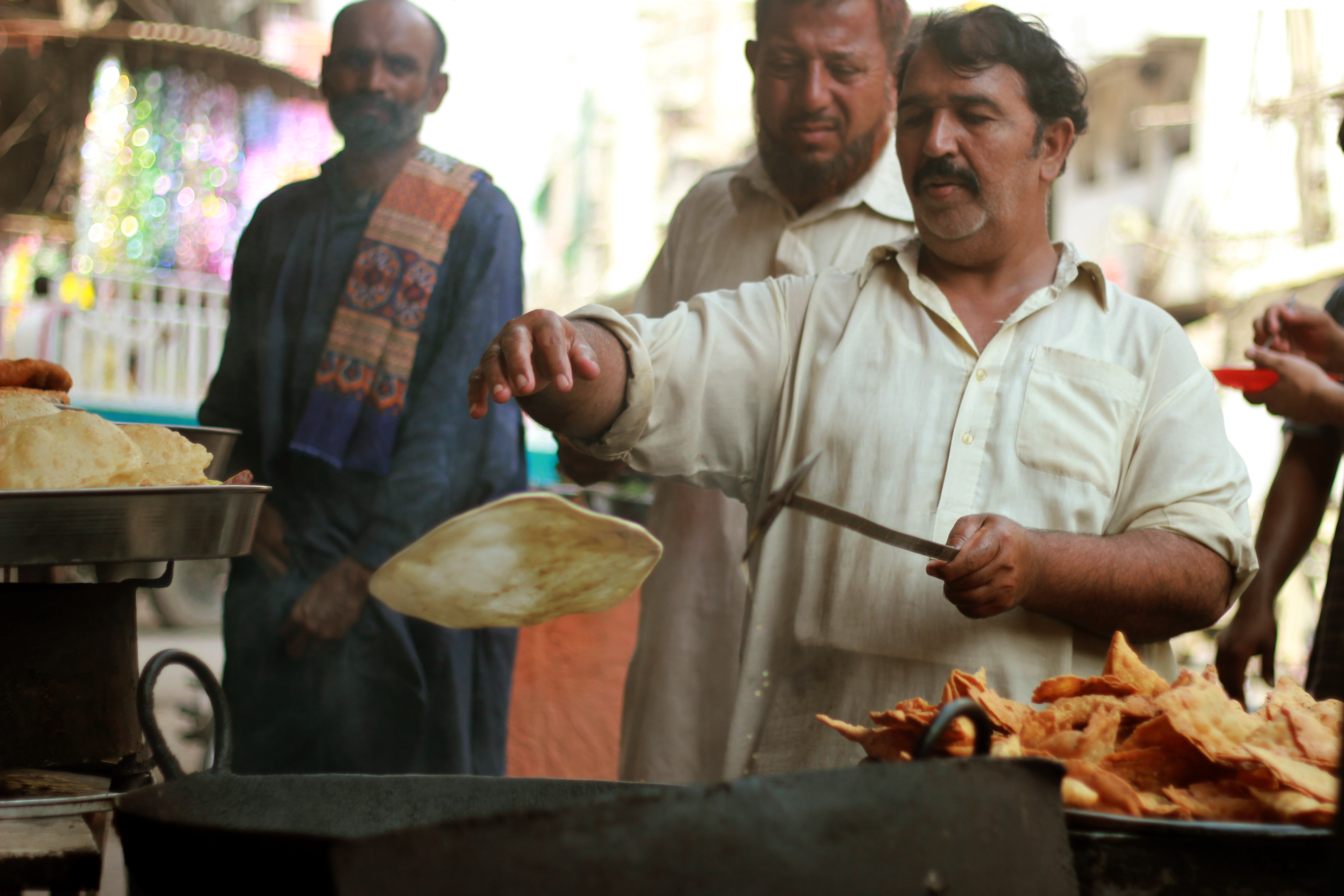
Cuisine de rue à Lahore.

- Cuisine pakistanaise, Cuisine pakistanaise
- History of South Asian cuisine (en)
- Origins of North Indian and Pakistani foods (en)
- List of Pakistani soups and stews (en)
- List of Pakistani breads (en)
- List of plants used in Indian cuisine (en)
- List of Pakistani condiments (en)
- List of Pakistani spices (en)
- Pakistani vegetable dishes (en)
- Pakistani meat dishes (en)
- Pakistani lentil dishes (en)
- Pakistani rice dishes (en)
- List of Pakistani sweets and desserts (en)
- South Asian sweets (en)
- List of Pakistani snacks (en)
- Pakistani fast food (en)
- Cuisine du Pendjab
- Cuisine saraiki (en)
- Cuisine du Sind (en)
- Cuisine de Karachi (en)

### Boisson(s)
Le Pakistan est un pays officiellement sans alcool: la consommation sont servies que dans les grands hôtels sous certaines conditions.
- Boissons au Pakistan (en)
- Thé au Pakistan, Noon chai (en), Kahwah
- Lassi
- Shave ice
- Sharbat, Almond sherbet, Sherbet-e-Sanda
- Sardai, Sathu, Thaadal, Vesou (canne à sucre)
- Sikanjabeen

## Santé

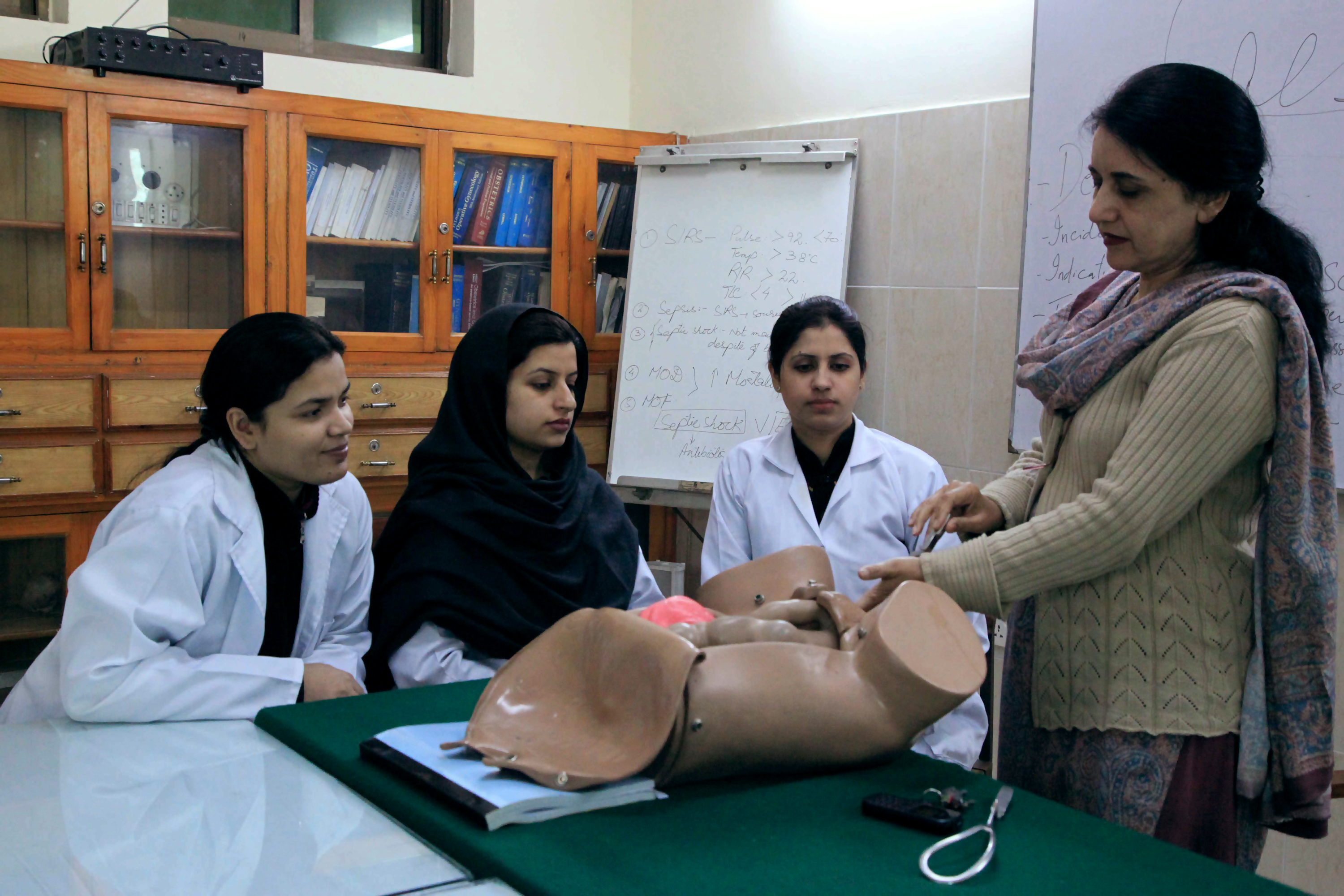
Cours à l'institut des sciences médicales de Lahore.

- Catégorie:Santé au Pakistan,	Protection sociale
- Healthcare in Pakistan (en)
- Health in Pakistan (en)
- Obesity in Pakistan (en)
- Smoking in Pakistan (en)
- Drug addiction in Pakistan (en)
- Suicide in Pakistan (en)
- Medical tourism in Pakistan (en)
- Yunani medicine (en), Yunâni
- Family planning in Pakistan (en)

### Activités physiques
- Jeux pakistanais :
  - Antakshari, Bait bazi, Fay ki Boli, Cerfs-volants de combat, Course de cerfs-volants, Ludo (jeu), Maram Pitti, Oonch Neech, Parcheesi, Pittu Garam
- Charmeur de serpents
- Chasse

### Sports traditionnels
- Sports traditionnels du Pakistan :
  - Bouzkachi
  - Kushti
  - Gilli-danda (en), Cerf-volant de combat (en), Kabaddi, Punjabi Kabaddi (en), Course de yacks, Kho kho (en),
  - Gaming top (en), Mukha (game) (en)

### Sports

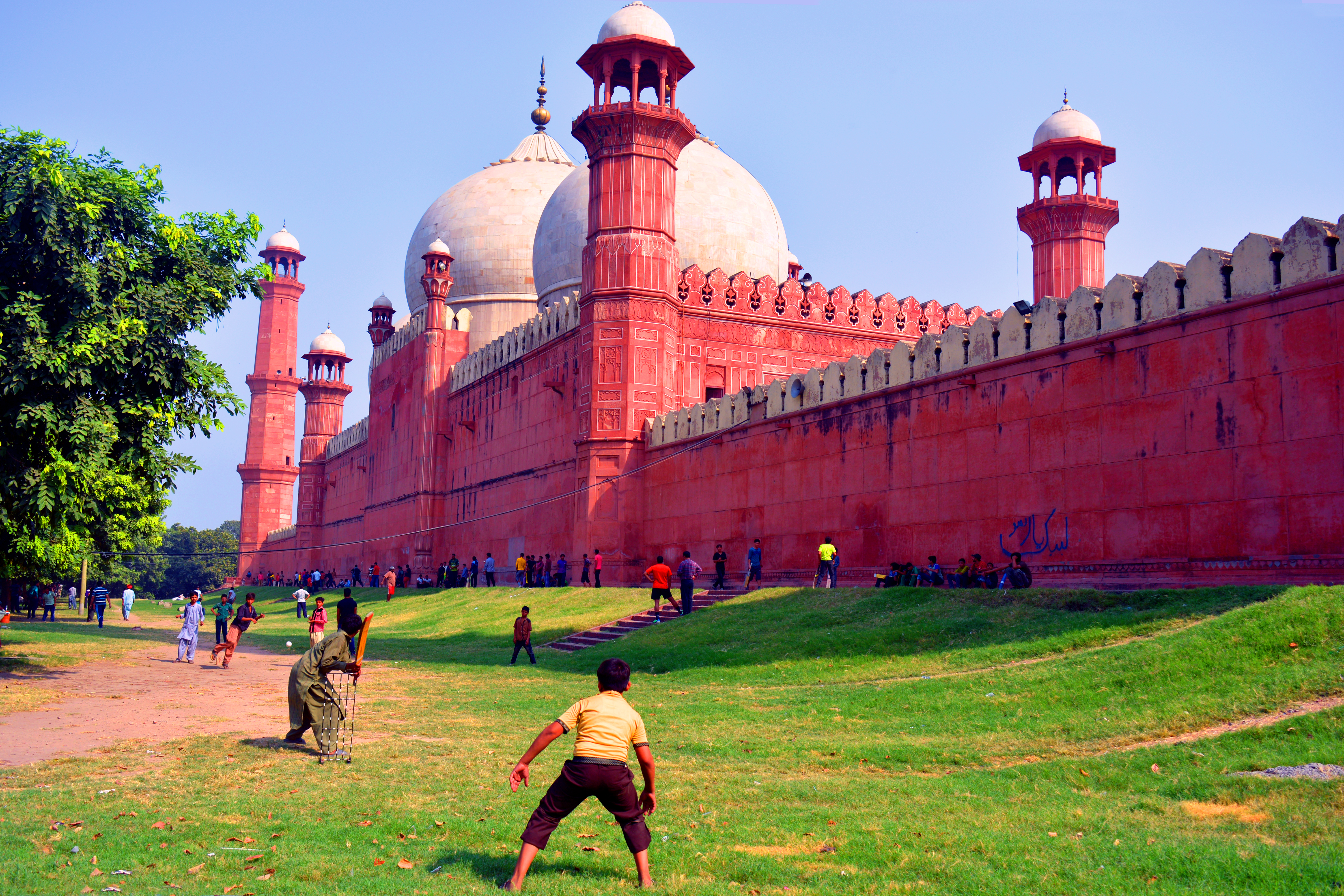
Enfants jouant au cricket au pied de la mosquée Royale de Lahore.

- Sport au Pakistan, Sports au Pakistan
- Sportifs pakistanais, Sportives pakistanaises
- Pakistan aux Jeux du Commonwealth
- Pakistan aux Jeux olympiques
  - Médaillés olympiques pakistanais
  - Association olympique du Pakistan
- Special Olympics Pakistan
- National Games of Pakistan (en)
- Kabaddi
- Équipe du Pakistan de cricket
- Polo au Pakistan (en)

### Arts martiaux
- Liste des arts martiaux et sports de combat
- Kushti

## Média
- Catégorie:Média au Pakistan
- Médias au Pakistan

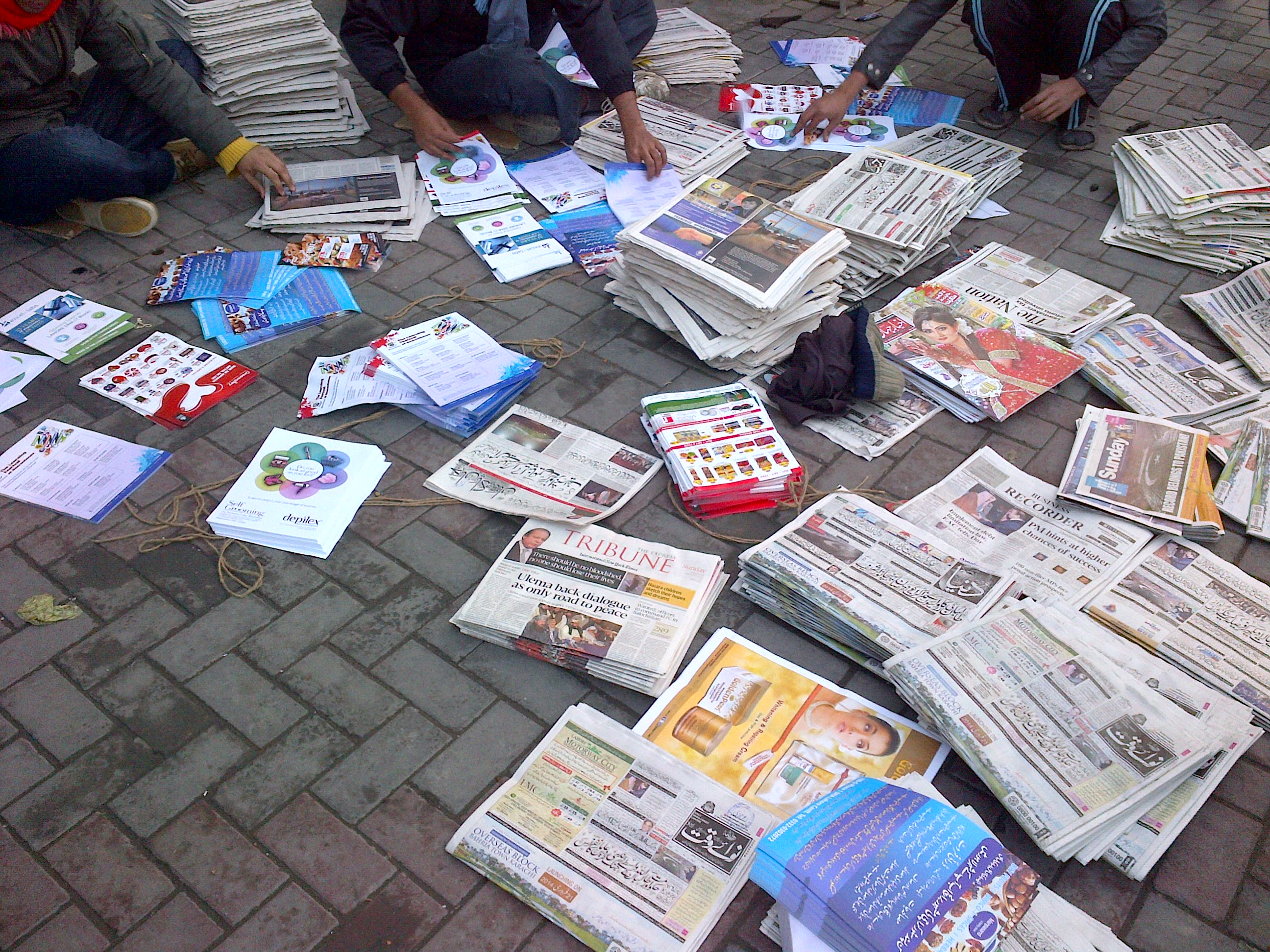
Journaux pakistanais à Lahore.

- List of Pakistani journalists (en)
- List of Pakistan Media Awards ceremonies (en)
- Censorship in Pakistan (en)
- Media of Pakistani diaspora
- News agencies based in Pakistan

### Presse
- Presse écrite au Pakistan
- List of newspapers in Pakistan (en)

### Radio
- Telecommunications in Pakistan (en)
- List of radio channels in Pakistan (en)
- Société Radio Pakistan
- Radio Veritas Asia (en)
- Radio au Pakistan[15]

### Télévision
- Société Télé Pakistan
- Télévision au Pakistan
- Télévision au Pakistan (en)
- List of international news channels in Pakistan (en)

### Internet (.pk)
- Internet in Pakistan (en)
- Internet censorship in Pakistan (en)
- Blogueurs pakistanais

## Littératures
Faiz Ahmad Faiz est considéré comme le plus grand poète du pays et une fête nationale célèbre sa naissance. Le Pakistan a été qualifié de terre de poésie.[réf. nécessaire]
- Littérature pakistanaise
  - Gujarati literature (en)
  - Kashmiri literature (en)

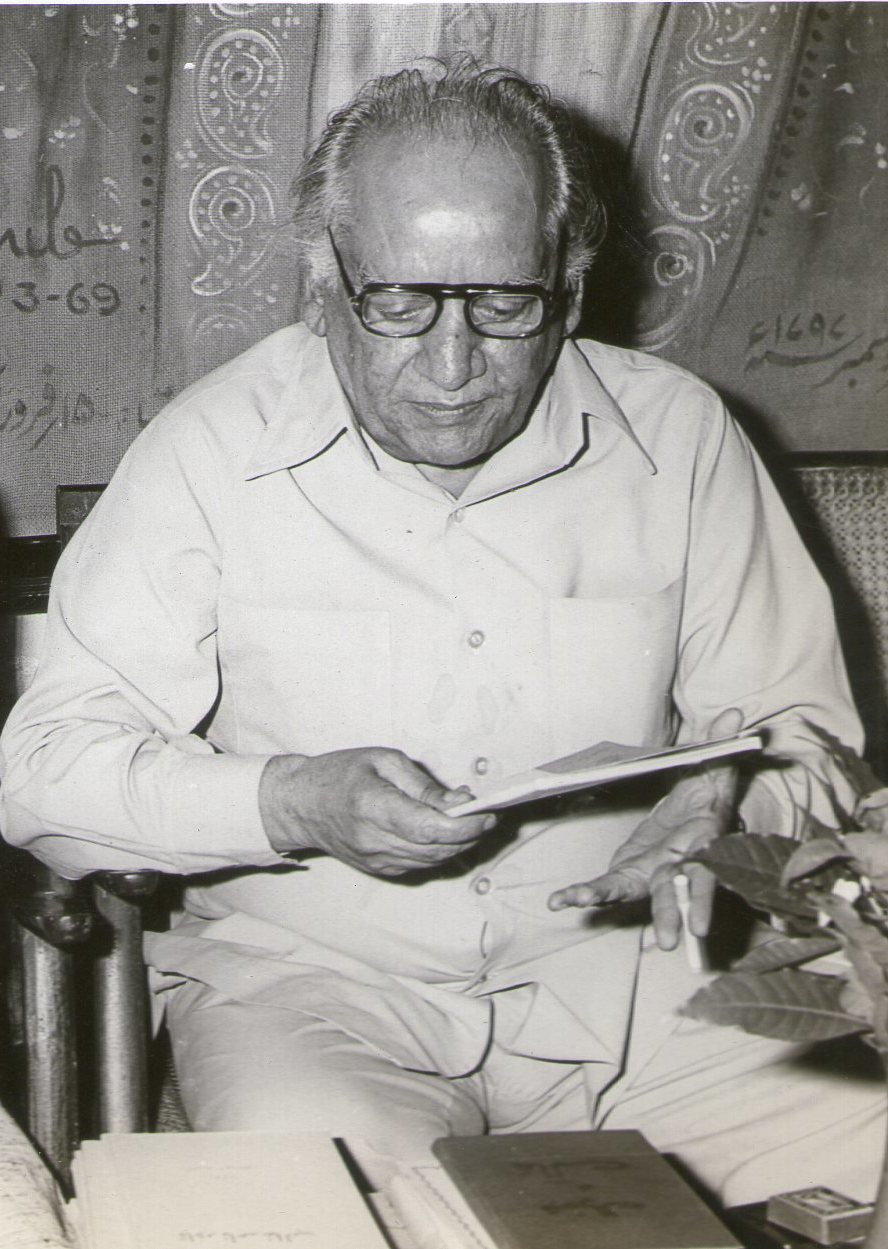
Le poète Faiz Ahmed Faiz.

  - Pashto literature and poetry (en)
  - Punjabi literature (en)
  - Saraiki literature (en)
  - Sindhi literature (en)
  - Urdu literature (en)
  - Pakistani English literature (en), Postcolonial literature (en)
- Écrivains pakistanais
  - List of Pakistani writers (en), List of Pakistani poets (en)
  - Liste d'écrivains de langue ourdoue, List of Urdu-language poets (en)
- Pakistani philosophy (en)
- Books and publishing in Pakistan (en)

## Artisanats
- Arts appliqués, Arts décoratifs, Arts mineurs, Artisanat d'art, Artisan(s), Trésor humain vivant, Maître d'art
- Artisanats par pays
- Artistes par pays
- Artisanat au Pakistan[16]

Les savoir-faire liés à l’artisanat traditionnel relèvent (pour partie) du patrimoine culturel immatériel de l'humanité. On parle désormais de trésor humain vivant.
Mais une grande partie des techniques artisanales ont régressé, ou disparu, dès le début de la colonisation, et plus encore avec la globalisation, sans qu'elles aient été suffisamment recensées et documentées.

### Textiles, cuir, papier
- Textiles
  - Cachemire (tissu)
  - Pashmînâ, Shahtoosh
- Châles
  - Ajrak, Saraiki Ajrak (en)
  - Shahmina (en), Jamawar (en)

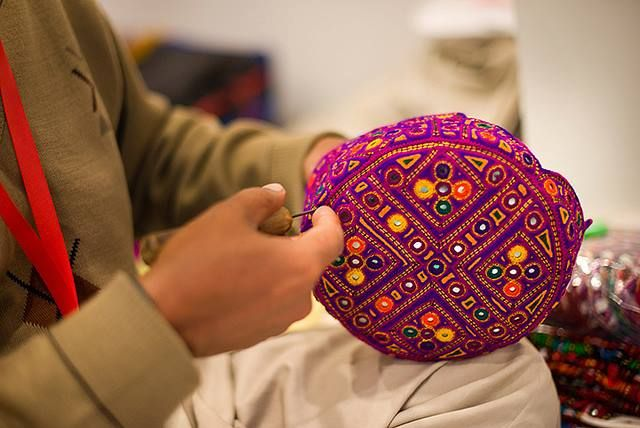
Confection d'un chapeau sindi.

- Bagh Prints of Madhya Pradesh (en) (et les copies)
- Vêtements : Pakistani clothing (en)
  - Jammu dress (en), Churidar
  - Clothing of Balochistan, Pakistan (en)
  - Sindhi dress (en)
  - Saraiki shalwar suits (en)
  - Khyber Pakhtunkhwa clothing (en)
- Kashmir papier-mâché (en)
- Tapis : Pakistani rug (en), Pakistan Carpet Manufacturers and Exporters Association (en)

### Poterie, céramique, faïence
- Poterie pakistanaise
- Céramique pakistanaise
- Sheherezade Alam (en) (1948-)
- Salahuddin Mian (en) (1938-2006)

### Autres
- Designers pakistanais (version anglaise)

## Arts visuels
- Arts visuels, Arts plastiques, Art brut, Art urbain
- Art par pays, Artistes par nationalité
- Artistes pakistanais, List of Pakistani artists (en)
- List of museums in Pakistan (en)
- Liste des galeries d'art à Karachi

### Anciennes cultures
- Art gréco-bouddhique
- Seated Buddha from Gandhara (en)
- Brahma from Mirpur-Khas (en)
- Tomb paintings of Sindh (en)
- Hindu and Buddhist architectural heritage of Pakistan (en)
- Civilisation de la vallée de l'Indus, Sites archéologiques de la civilisation de l'Indus

### Dessin
- Ta'liq, Nastaliq, calligraphie arabe (types de)
- Mehndī, dessin au henné sur la peau

### Peinture
- Peinture au Pakistan[17],[18]
- Peintres pakistanais
- Rickshaw art (en)
- Truck art in South Asia (en)

### Sculpture
- Sculpture au Pakistan[19],[20]

### Architecture
- Pakistani architecture (en)

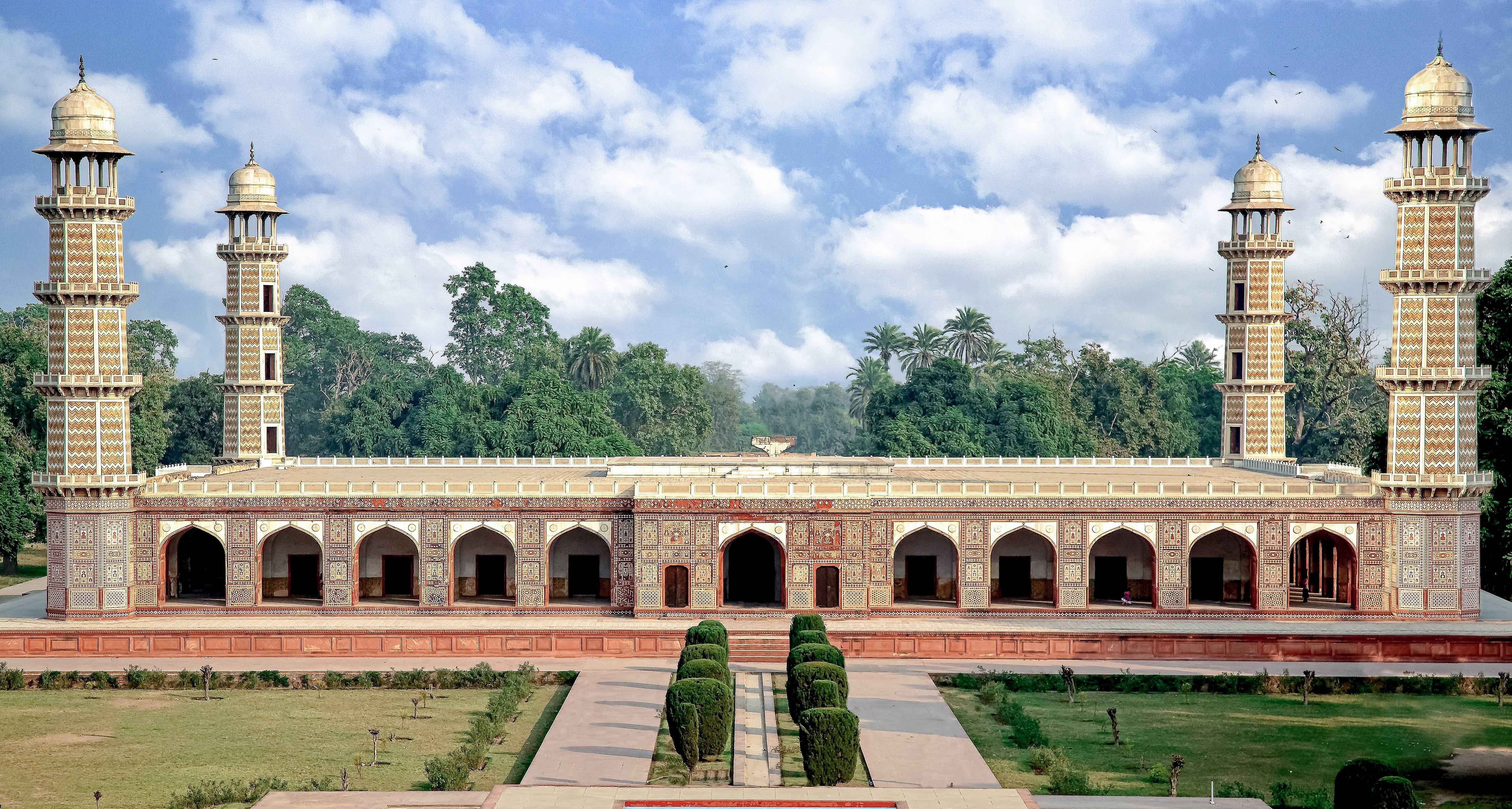
Tombe de l'empereur moghol Jahângîr, à Lahore.

- Liste du patrimoine mondial au Pakistan
- Civilisation de la vallée de l'Indus
- Hindu and Buddhist architectural heritage of Pakistan (en)
- Architecture of Lahore (en)
- Sikh architecture (en)
- Buddhist architecture (en)
- Indo-Islamic architecture (en)
- Architecture moghole
- List of Pakistani architects (en)

## Arts du spectacle
- Spectacle vivant, Performance, Art sonore
- National Academy of Performing Arts (Pakistan) (en)
- Bhand (en)
- Jamoora (en)

### Musique(s)
- Musique pakistanaise

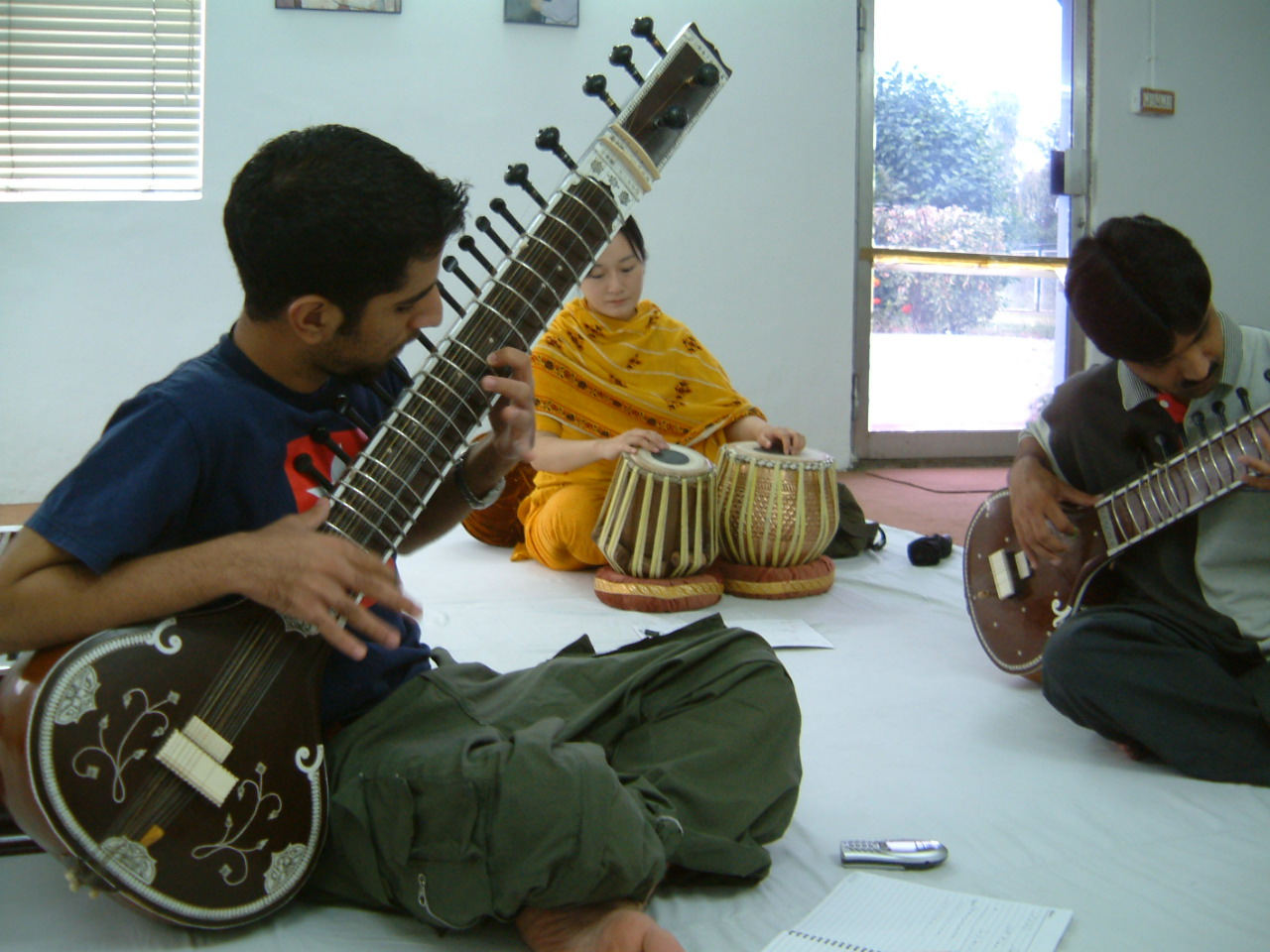
Atelier de sitar à Islamabad

- List of Pakistani musicians (en)
- List of Pakistani ghazal singers (en)
- List of Pakistani qawwali singers (en)
- List of Pakistani pop singers (en)
- List of Pakistani musical groups (en)
- Pakistani folk music (en)
  - Folk music of Punjab (en)
- Pakistani hip hop (en)
- Pakistani pop music (en)
- Filmi pop (en)
- Pakistani rock (en)
- List of Pakistani folk singers (en)
- Culture sourde au Pakistan (ur)

Le grand représentant de la musique soufie pakistanaise est Nusrat Fateh Ali Khan, qui a fait connaître l'art du qawwalî dans le monde entier.

### Danse(s)
- Dance au Pakistan (ur)
  - Attan (en)
  - Bhangra (dance) (en)
  - Folk dances of Punjab (en)
    - masculines : Sammi, Giddha, Jaago, Kikli, Luddi
    - féminines : Bhangra, Malwai Giddha, Jhumar, Luddi, Jalli, Mirza, Sial Koti, Jugni, Khichan, Dhamal, Dankara, Khatka (Sword Dance)
    - mixtes : Bhangra, Karthi, Jindua, Dandass

  - Ho Jamalo (en) (sindhi)
  - Khattak dance (en)
  - Jhumar (en)
  - Mujra (en)

### Théâtre
- Théâtre au Pakistan (en)[21],[22]
  - Agha Hashar Kashmiri (en)
  - Punjab Lok Rahs (en)
  - Ajoka Theatre (en)[23]
  - Independent Theatre Pakistan (en)
  - Pierrot's Troupe (en)

### Cinéma
- Cinéma pakistanais
  - Balochi cinema (en)
  - Kariwood (en) (Karachi)
  - Lollywood (Lahore)
  - Pashto cinema (en) (Pollywood)
  - Sindhi cinema (en)

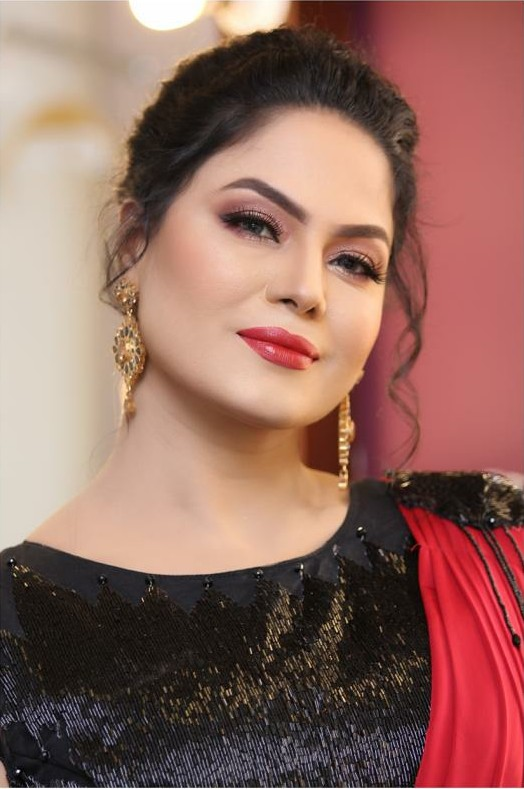
L'actrice Veena Malik.

- Réalisateurs pakistanais, List of Pakistani film directors (en)
- Scénaristes pakistanais
- Acteurs pakistanais, Actrices pakistanaises
- Films (chronologie)

### Autres scènes: marionnettes, mime, pantomime, prestidigitation
Les arts mineurs de scène, arts de la rue, arts forains, cirque, théâtre de rue, spectacles de rue, arts pluridisciplinaires, performances manquent encore de documentation pour le pays …
Pour le domaine de la marionnette, la référence est : Arts de la marionnette au Pakistan, sur le site de l'Union internationale de la marionnette UNIMA) .
- Marionnettistes pakistanais (en)

### Autres: vidéo...
- Jeux vidéo développés au Pakistan : MoHim[25], Cricket Revolution, Pakistan Army Retribution

## Tourisme
- Tourisme au Pakistan
- Conseils aux voyageurs pour l'Iran :
  - France Diplomatie.gouv.fr
  - Canada international.gc.ca
  - CG Suisse eda.admin.ch
  - USA US travel.state.gov

## Patrimoine

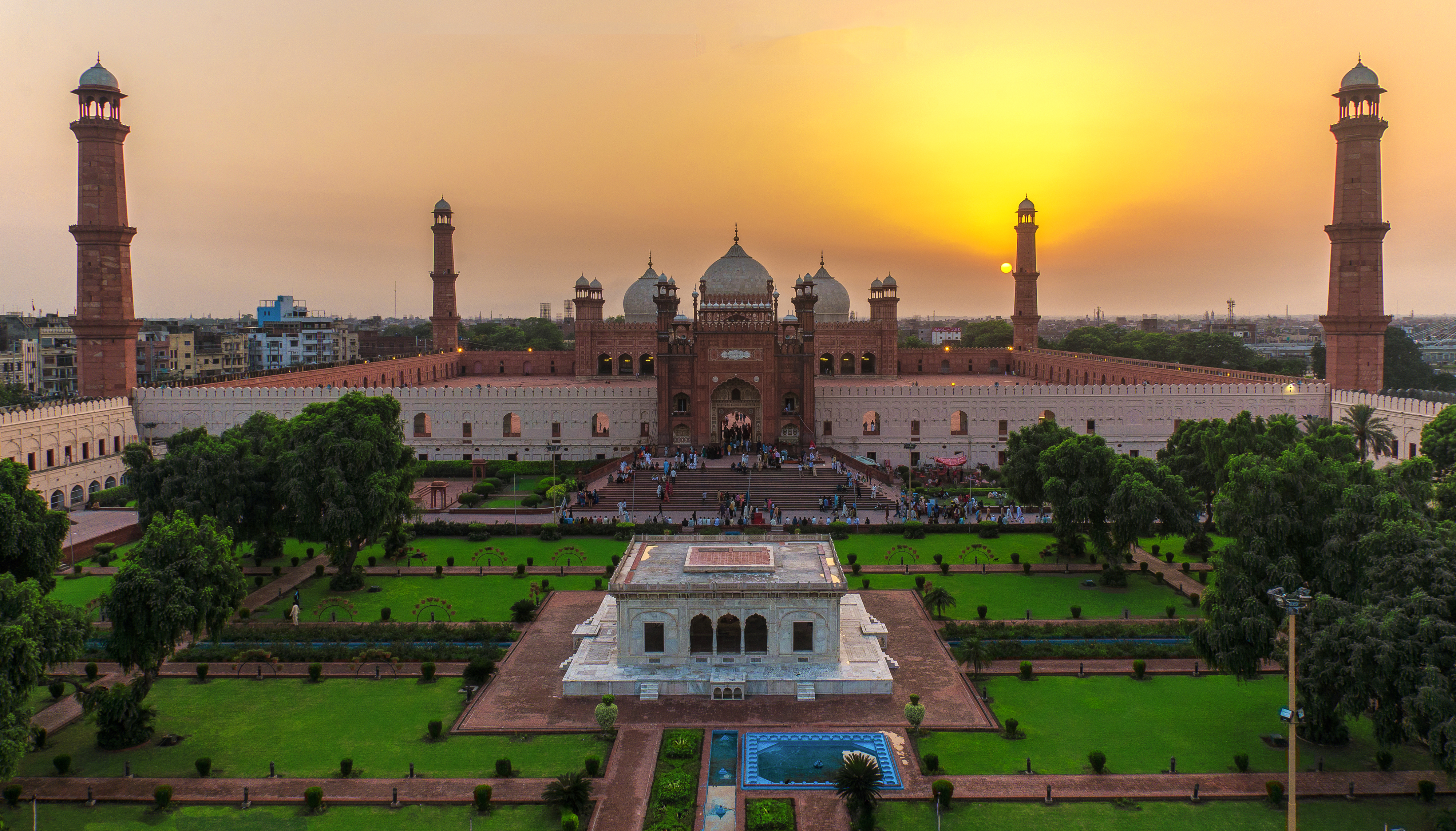
La mosquée Badshahi vue depuis le parc Minto.

Le Pakistan a également un riche patrimoine architectural hérité des Moghols. Parmi les plus impressionnants, il y a la mosquée Badshahi, qui fut longtemps la deuxième mosquée la plus grande au monde, en brique rouge et marbre blanc avec des mosaïques incrustées, et sans doute une des plus belles mosquées au monde. Il y a également les Shalimar bagh, les fameux jardins de Shalimar datant de l'époque moghole, lorsque Lahore était la ville impériale.

### Musées
- Liste de musées au Pakistan (en)

### Liste du Patrimoine mondial
Le programme Patrimoine mondial (UNESCO, 1971) a inscrit dans sa liste du Patrimoine mondial (au 12/01/2016) : La liste du patrimoine mondial au Pakistan : 6 sites + 18 sur liste indicative.
Il existe également
- une liste des monuments nationaux du Pakistan.
- une liste du patrimoine culturel recensé par l'état fédéral, cependant les protections ne sont appliquées qu'au Pendjab et au Sind.
- une Liste de forts au Pakistan (en).

### Liste représentative du patrimoine culturel immatériel de l’humanité
Le programme Patrimoine culturel immatériel (UNESCO, 2003) a inscrit dans sa liste représentative du patrimoine culturel immatériel de l’humanité (au 12/01/2016) :
- 2009 : La fête de Novruz (Nowrouz, Nooruz, Navruz, Nauroz, Nevruz)[27]

### Registre international Mémoire du monde
Le programme Mémoire du monde (UNESCO, 1992) a inscrit dans son registre international Mémoire du monde (au 15/01/2016) :
- 1999 : Fond Jinnah, (Archives nationales, Islamabad)[28].